# Montalbano (Medolla)
Montalbano è una frazione del comune di Medolla, in provincia di Modena.
Situata a 1,87 km dal capoluogo, la località è nota per essere stata in passato una zona franca esente da tasse e dazi e per la presenza di una collina artificiale, utilizzata in passato come luogo di vedetta al confine fra gli stati Estensi e il Ducato della Mirandola. Il rilievo, a forma tronco-conica, è del diametro di circa 50 metri ed è alto circa 10 metri.

## Storia

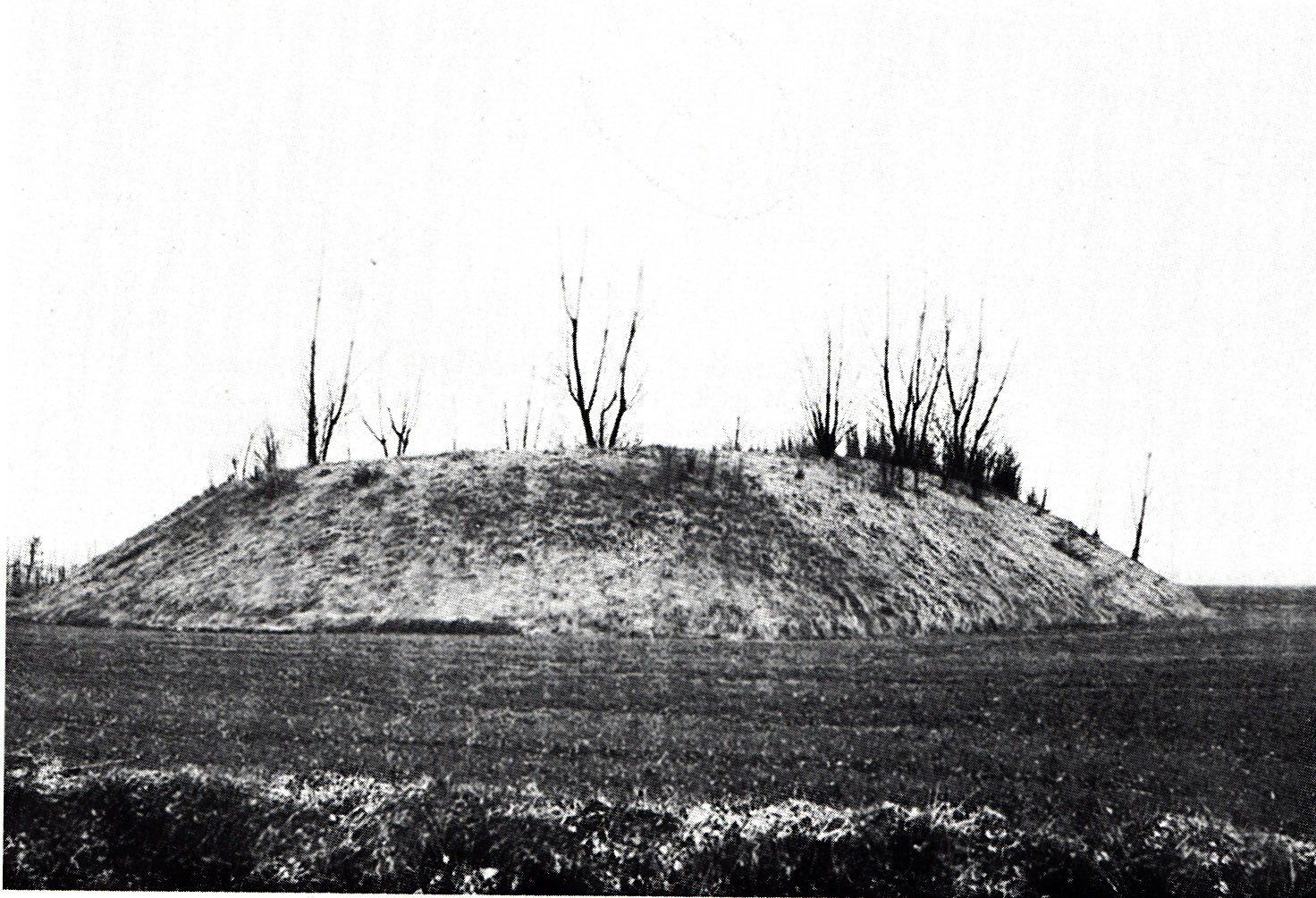
La collinetta di Montalbano negli anni 1950

La località, e in particolare la motta di Montalbano, è citata già in un documento del 13 luglio 1330 in cui viene dato atto che i modenesi distrussero nel 1318 i castelli di Villafranca e Medolla, per cui si presume che sulla motta vi fosse una piccola fortificazione che ospitava banditi o uomini ostili a Modena e alla Chiesa:
La motta di Medolla viene inoltre citata in un atto notarile del 1469 con cui il duca di Ferrara e Modena, Borso d'Este, confiscò i beni ai figli di Galasso Pio di Carpi. La collina fu utilizzata durante gli assedi della Mirandola del 1705 e del 1735. Verso il 1886 la motta di Montalbano venne alzata di circa due metri con terra di riporto.
A partire dal XVI secolo la località di Montalbano fu una zona franca, anche a causa dell'incertezza dei confini tra il Ducato di Modena e il Ducato della Mirandola. Il 16 gennaio 1556 Ludovico II Pico della Mirandola scrisse ai Conservatori di Modena dicendo che il territorio di Montalbano era totalmente libero ed esente da tasse e diritti, non essendovi alcuna scrittura né memoria di persona fidata che mai gli sia stato comandato né da Modena né da questi della Mirandola. Il 3 febbraio i Conservatori modenese rivendicarono invece la propria giurisdizione su Montalbano. Una sentenza del 1618 condannò a dodici giorni di carcere un abitante di Montalbano per aver minacciato con un'arma una persona che stava litigando col padre, venendo poi graziato in quanto Montalbano era una zona dichiarata franca. Altri documenti che attestano l'autonomia fiscale del luogo sono del 1650 e 1663. A seguito dell'assedio della Mirandola del 1705, il Ducato di Mirandola venne acquistato dagli Estensi, cosicché Montalbano perse definitivamente lo status di zona franca.

## Monumenti e luoghi d'interesse
La Motta di Montalbano è collina artificiale a tronco conico di 50 per 15 metri, alta 8 metri; nella parte superiore vi sono tracce di fondamenta medioevali.
L'oratorio della Madonna della Ghiara fu costruito nella seconda metà del XVII secolo, copia in scala ridotta del Tempio della Beata Vergine della Ghiara di Reggio Emilia.